# 細田眞由美
細田 眞由美 （ほそだ まゆみ、1959年8月21日 - ）は、日本の教育者。うらわ美術館館長。兵庫教育大学客員教授。東京大学公共政策大学院講師。前さいたま市教育長。

## 人物
福井県で生まれる。長野県飯田市育ち〈小学校6年間〉。大学受験前にアメリカ合衆国へ留学。兵庫教育大学大学院学校教育研究科教育実践高度化専攻（教育政策リーダーコース）専門職学位課程を修了。1983年、埼玉県立高等学校英語教諭。1999年、埼玉県教育委員会総合教育センター指導主事、高校教育指導課指導主事。2005年、埼玉県立伊奈学園中学校教頭。2008年、埼玉県立庄和高等学校教頭。2011年、さいたま市教育委員会指導2課副参事。2013年4月、さいたま市立大宮北高等学校校長〈第21代〉に就任。2017年、さいたま市教育委員会教育長に就任。2023年1月19日、〝さいたま市と国連〟教育について「細田さいたま市教育長と尾池ユネスコ代表部日本大使の対談」。教育長を退任。2024年6月10日、まゆみチャンネルを開設。8月20日、「増える外国籍の子供　今、教育現場で何ができるか」無料オンラインウェビナーを開催。

## 役職
- うらわ美術館館長。
- 兵庫教育大学客員教授。
- 東京大学公共政策大学院講師[5]。
- 学校法人MAYA学園特別顧問[6]。
- 文部科学省学校DX戦略アドバイザー[7][8]。
- さいたま市教育政策アドバイザー
- 自治体(高知県須崎市)の政策プロデューサー

## 著書
- 『世界基準の英語力:全国トップクラスのさいたま市の教育は何が違うのか』ISBN 978-4-7887-1906-4 時事通信社 2024年2月20日[9]「世界基準の英語力: 全国トップクラスのさいたま市の教育は何が違うのか」 - YouTube。
- 共著『地域スポーツ政策を問う　新しい地域スポーツへの挑戦』ISBN 978-4583116075 ベースボール・マガジン社 2023年9月1日
- 共著『コロナ禍の学校で「何が起こり、どう変わったのか」』ISBN 978-4-7989-1773-3 東信堂 2022年6月10日